# Vilayət Quliyev
Vilayət Muxtar oğlu Quliyev (ur. 5 listopada 1952) – azerbejdżański filolog, polityk, dyplomata, minister spraw zagranicznych w latach 1999–2004, ambasador w Polsce (2004–2010) i na Węgrzech (od 2010).

## Życiorys
W 1975 ukończył studia na Wydziale Filologicznym Uniwersytetu Bakijskiego, a w 1981 studia podyplomowe w Instytucie Literatury Akademii Nauk Azerbejdżańskiej SRR. W 1982 uzyskał stopień kandydata nauk, a w 1990 stopień doktora nauk w zakresie filologii.
W latach 1975–1978 był nauczycielem w szkole w Beyləqan. Od 1981 pracował w Instytucie Literatury Akademii Nauk, gdzie od 1987 pełnił funkcję zastępcy dyrektora. W latach 1991–1992 był wykładowcą na Uniwersytecie Atatürka w Erzurum (Turcja). W 1992 powrócił do pracy w Instytucie Literatury AN. Jednocześnie objął funkcję redaktora naczelnego gazety „Millet”. W 1996 został wybrany do Zgromadzenia Narodowego w okręgu jednomandatowym. Od 1999 do 2004 pełnił funkcję ministra spraw zagranicznych.
W 2004 otrzymał nominację na stanowisko Ambasadora Nadzwyczajnego i Pełnomocnego w Rzeczypospolitej Polskiej. Misję pełnił do 2010. W tym samym roku objął funkcję Ambasadora w Republice Węgierskiej.
Jest autorem 15 książek i ponad 300 publikacji naukowych.
Deklaruje znajomość rosyjskiego, tureckiego, perskiego, angielskiego i polskiego.

## Odznaczenie
- Krzyż Komandorski Orderu Zasługi Rzeczypospolitej Polskiej: 29 czerwca 2009 (odznaczony przez Prezydenta RP Lecha Kaczyńskiego)[2]